# ارتباطات سیار متن باز
ارتباطات سیار متن باز (به انگلیسی: Osmocom) یک پروژه نرم‌افزاری منبع باز است که چندین استاندارد ارتباطات سیار از جمله GSM , DECT , TETRA را اجرا می‌کند.

## تاریخچه و کاربرد

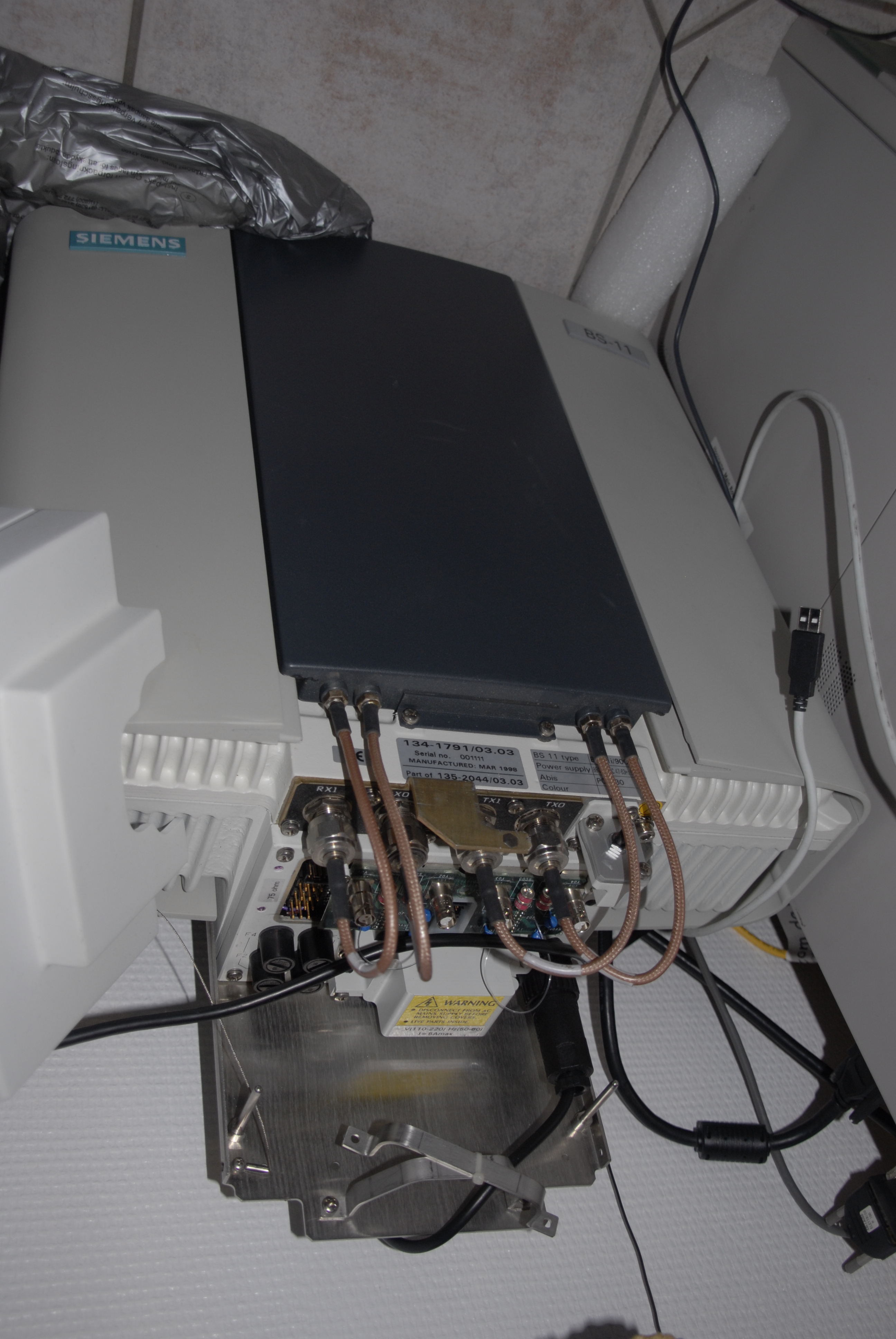
ایستگاه پایه فرستنده/گیرنده زیمنس مدل BS11

در سال ۲۰۰۸ هارالد ولت و دیتر اسپار با استفاده از ایستگاه پایه فرستنده / گیرنده محصول زیمنس که در آستانه بازنشستگی بود، پروتکل A-bis سمت زیرسیستم ایستگاه پایه را پیاده‌سازی کردند که به تدریج به پروژه OpenBSC منتج گردید. همچنین، پس از جلب علاقه بیشتر، پشتیبانی از سایر مدل‌های BTS نیز به این پروژه اضافه شد. رونمایی از اولین نسخه پروژه OpenBSC در دسامبر ۲۰۰۸ و در محل بیست و پنجمین کنگره ارتباطات آشوب انجام شد.
در سالهای بعد، از این نرم‌افزار در کنفرانس‌های مختلف مانند کنگره ارتباطات آشوب، کمپ ارتباطات آشوب و جشنواره میدان الکترومغناطیسی برای ارائه یک شبکه تلفن همراه مورد استفاده قرار گرفته‌است.
در سال ۲۰۱۰، پیاده‌سازی پشته سامانه جهانی ارتباطات همراه (GSM) در سمت کاربر، با نام OsmocomBB توسعه یافت. این پروژه‌ها همراه با OpenBSC بخشی از پروژه چتر جدید Osmocom شدند.
در سال ۲۰۱۱ به منظور پشتبیانی تجاری شرکت Sysmocom با مسئولیت محدود، توسط Welte و Holger Freyther تأسیس شد.
از سال ۲۰۱۸ به منظور ایجاد ارتباط شبکه همراه برای جمعیتی حدود ۳۵۰۰ نفر در شهر ویلاتال دکاسترو کشور مکزیک از نرم‌افزار Osmocom و سخت‌افزار Sysmocom استفاده شده‌است.
از نرم‌افزار Osmocom در پروژه‌های تحقیقاتی نیز استفاده شده‌است.

## پروژه‌ها

### OpenBSC
OpenBSC پروژه ای جهت توسعه پیاده‌سازی نرم‌افزار رایگان مربوط به پشته‌ها و عناصر پروتکل GSM بود که بر روی لینوکس اجرا می‌شود و به رابط E1 (ISDN Primary Rate Interface، از طریق mISDN) نیاز دارد. این پروژه به زبان برنامه‌نویسی C نوشته شده و تحت پروانه GPL می‌باشد.
نسخه اول مشخصات GSM 21.12 و 08.5x را پیاده‌سازی کرد و تنها با نوع خاصی از ایستگاه فرستنده و گیرنده (میکرو بی تی اس زیمنس BS11) کار می‌کرد.
OpenBSC چندین م MSلفه MSC، از جمله پروتکل A-bis (پروتکل بین BTS و BSC) , AUC , HLR , VLR (هر دو از جداول SQL استفاده می‌کنند) و یک مرکز سوئیچ پیامکی را پیاده‌سازی کرد. با استفاده از telnet می‌توان به OpenBSC دسترسی پیدا کرد.

### SDR
رادیو نرم‌افزار ارزان توسط استیو مارکگراف ایجاد شد، او همچنین osmo-fl2k را برای انتقال رادیو ساخت. این پروژه‌ها استفاده از OsmoSDR را منسوخ کردند.

### OsmoTETRA
پروژه OsmoTETRA پروتکل TETRA را اجرا می‌کند. Osmo-tetra لایه پایین پروتکل را اجرا می‌کند. برخی تحقیقات انجام شده نشان داد که برخی از ترافیک‌های رادیویی دولتی به درستی ایمن نیستند.

### OsmocomBB
OsmocomBB یک میان افزار رایگان برای پردازنده باند پایه تلفن‌های همراه است که از طریق رمزگذاری و ارتباط رادیویی صدا و داده کار می‌کند. OsmocomBB تنها پیاده‌سازی رایگان موجود میان افزار باند پهن است.

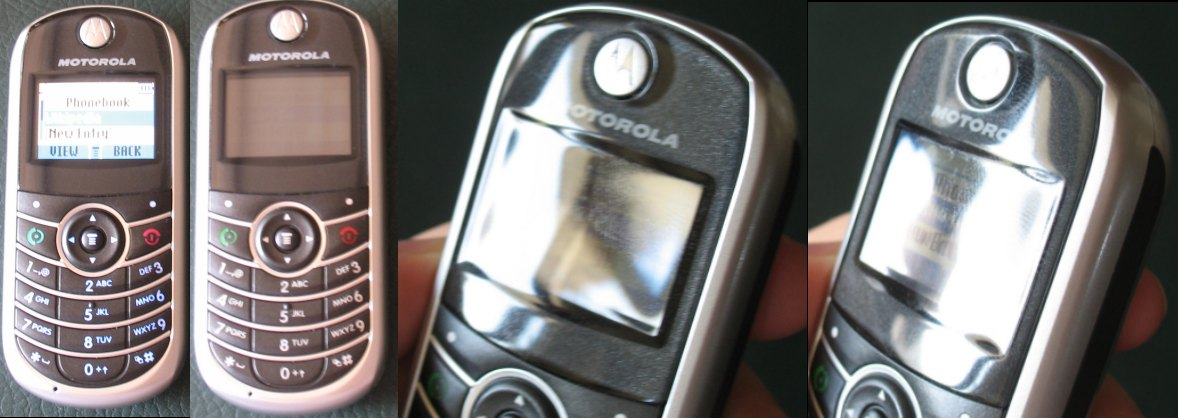
Motorola C139، مدلی سازگار با OsmocomBB